# Adam Maher
Adam Maher (ur. 20 lipca 1993 w Ait Izzou) – holenderski piłkarz marokańskiego pochodzenia, grający w saudyjskim klubie Damac FC. W latach 2012-2013 reprezentant Holandii.

## Kariera klubowa
15 grudnia 2010 roku zadebiutował w barwach AZ w meczu Ligi Europy przeciwko BATE Borysów i zdobył w tym spotkaniu bramkę. Stał się tym samym najmłodszym piłkarzem w historii holenderskiej piłki, który zdobył bramkę w Lidze Europy.
W sezonie 2011/12 zdobył nagrodę Johana Cruijffa (talent roku).
30 czerwca 2013 roku przeszedł do PSV Eindhoven za kwotę 6.5 mln €, podpisując 5-letni kontrakt.
W 2016 został wypożyczony do Osmanlısporu. W 2018 roku grał w FC Twente, a następnie wrócił do AZ. W 2019 roku przeszedł do FC Utrecht.

## Kariera reprezentacyjna
Był członkiem drużyny U-17 reprezentacji Holandii na Mistrzostwach Świata U-17 w 2009 roku.
W lutym 2012 roku został wybrany do prowizorycznej listy piłkarzy na Euro 2012 przez Berta van Marwijka. 7 maja znalazł się w gronie 36 piłkarzy mogących pojechać na Euro 2012. Zadebiutował w drużynie reprezentacji Holandii w nieoficjalnym meczu towarzyskim przeciwko drużynie Bayernu Monachium. Swój oficjalny debiut w reprezentacji zaliczył 15 sierpnia 2012 w sparingu z Belgią (2:4).